# باغيغياي
باغيغياي (بالإنجليزية: Pagėgiai) هي معلم جغرافي تقع في ليتوانيا في مقاطعة تاوراغه.[بحاجة لمصدر] يقدر عدد سكانها بـ 2,321 نسمة .

## المدن التوأمة
مدينة باد إيبورغ هي مدينة توأمة لـباغيغياي.